# Pouteria sagotiana
Pouteria sagotiana är en tvåhjärtbladig växtart som först beskrevs av Henri Ernest Baillon, och fick sitt nu gällande namn av Pierre Joseph Eyma. Pouteria sagotiana ingår i släktet Pouteria och familjen Sapotaceae. IUCN kategoriserar arten globalt som livskraftig. Inga underarter finns listade i Catalogue of Life.